# Бог игроков III: Назад в Шанхай
«Бог игроков III: Назад в Шанхай» (кит. 赌侠2之上海滩赌圣) — гонконгская комедия 1991 года, снятая режиссёром Вонг Цзин. Главные роли в фильме исполнили Стивен Чоу и Гун Ли.

## Сюжет
«Святой азартных игроков» (Стивен Чоу) наслаждается вместе с дядей (Нг Ман-Тат) победой, одержанной в предыдущей картине «Бог азартных игроков II» над магом. В самом начале фильма маг переносит героя Чоу в Шанхай 1937 года, где ему придётся сразиться с новыми противниками и встретить новую любовь (Гун Ли).

## В ролях
- Стивен Чоу — «Святой азартных игроков»
- Гун Ли — Ю-Сан / Ю-Монг
- Нг Ман-Тат — дядя «Блэки» Тат
- Рэй Лю (Ray Lui — Дин Лик
- Чарльз Хён — Нг Лунг / «Бог оружия»
- Сандра Нг — Спринг
- Вон Вань-Си — японский офицер
- Шарла Чун — Йи Монг
- Бэрри Вон — начальник полиции Гонконга Вонг
- Фонг Ланг — Вонг Кам-Квай
- Ноэль Чик — Тай-Кун / «Дьявол игроков»
- Тень Фэн — мэр Шанхая
- Лау Шунь — евнух Вэй

## Серия фильмов
Успех фильма «Бог игроков» с Чоу Юнь-Фатом в главной роли дал толчок к созданию целой серии картин, посвящённой гениальному карточному игроку и его друзьям.
- Бог игроков (1989)
- Бог азартных игроков II (1990)
- Бог игроков III: Назад в Шанхай (1991)
- Возвращение бога игроков (1994)
- Бог игроков 3: Ранние годы (1996)
- Бог азартных игроков: Из Вегаса в Макао (2014)
- Бог азартных игроков: Из Вегаса в Макао 2 (2015)
- Бог азартных игроков: Из Вегаса в Макао 3 (2016)

#### Побочные фильмы
- Победитель получает всё (1990)
- Кулак ярости 1991 (1991)
- Высшая ставка (1991)
- Самая высокая ставка (1991)
- Пробейся назад в школу 3 (1993)
- Святой азартных игроков (1995)
- Моя Жена Маэстро Азартных Игр (2008)